# Tetracanthella sylvatica

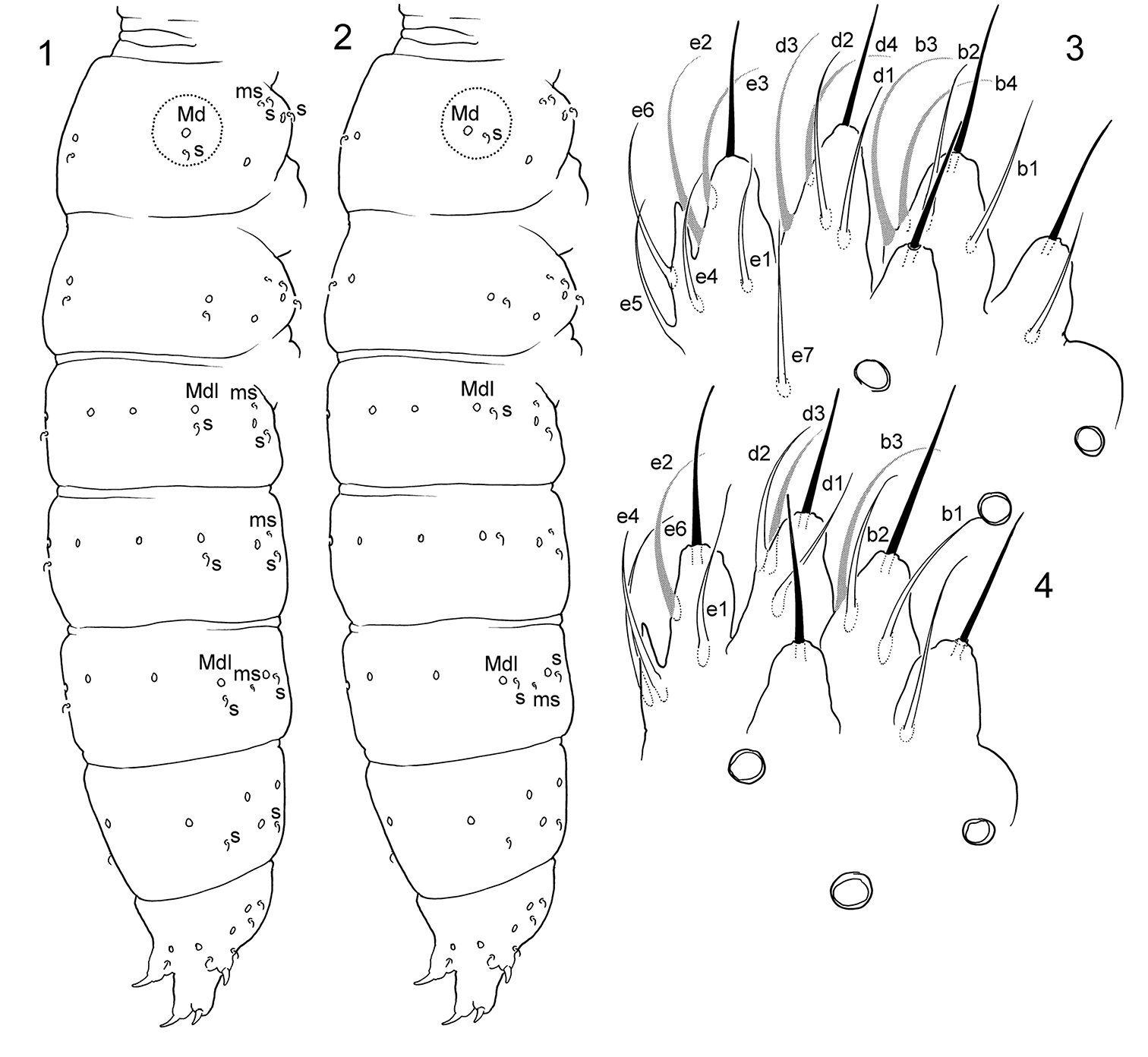
Teckning

Tetracanthella sylvatica är en urinsektsart som beskrevs av Riozo Yosii 1939. Tetracanthella sylvatica ingår i släktet Tetracanthella och familjen Isotomidae. Inga underarter finns listade i Catalogue of Life.